# Harlingen, Texas
Harlingen är en stad i Cameron County i södra Texas, USA, med 66.498 invånare (2005, uppskattad siffra). Harlingen ligger nära gränsen till Mexiko och är namngiven efter Harlingen i Nederländerna.

## Kända personer från Harlingen
- Bobby Joe Morrow, friidrottare
- Nick Stahl, skådespelare
- Filemon Vela, politiker